# 薩扎爾基
51°37′28″N 33°21′33″E / 51.62444°N 33.35917°E
薩扎爾基（烏克蘭語：Сажалки）是位於烏克蘭東北部的村莊，由蘇梅州科諾托普區的克羅萊韋茨市鎮負責管轄。該村處於赫列夏季克和尼任西克之間，海拔高度160米，2001年人口9。